# Zakręceni gliniarze
Zakręceni gliniarze (org. Funky Cops) – francuski serial animowany opowiadający o perypetiach dwóch gliniarzy, którzy za dnia wykonują swój zawód, a nocą są gwiazdami Disco.
Ace i Dick przypominają sławny duet Starsky i Hutch. Są lekkoduchami i wykonują swój zawód dosyć niefrasobliwie, co często prowadzi do różnych zabawnych i podchwytliwych sytuacji. W pracy są znani ze swojej niekompetencji. Mają jednak wiele cennych umiejętności i charyzmy zwłaszcza kiedy nocą stają się najlepszymi tancerzami Disco występującymi w nocnych klubach San Francisco.

## Postacie

### Pierwszoplanowe
- Ace Anderson – czarnoskóry gliniarz w żółtej kurtce, brązowymi spodniami i fryzurą afro pracuje ze swoim przyjacielem Dickiem. Jest tancerzem w Boogie Palace, były członek zespołu Starlight 7. Mieszka w centrum miasta.
- Dick Kowalski – gliniarz w pomarańczowej kurtce i zielonych okularach. Posiada spore umiejętności prowadzenia samochodu. Jest tancerzem w Boogie Palace. Jego samochodem jest Firebird o którego bardzo dba. Ma psa, Ruperta. Mieszka w małym domku na plaży.
- Flora „Fly” Ibanez Sanchez de Guadalupe – agentka, która w drugiej serii odcinków przyjechała do San Francisco z powodu zamiany policjantów. Pracuje z Ace’em i Dickiem. Denerwuje ją ich dziecinne zachowanie.
- Kapitan L. J. Dobbs – gruby i nerwowy szef głównych bohaterów. Daje im zadania do wykonania i bardzo często na nich krzyczy.

### Drugoplanowe
- Parker i Walker – Parker (siwy) i Walker (brunet) to policjanci z tego samego komisariatu co Ace i Dick. Te dwie pary gliniarzy niezbyt się lubią i często przeszkadzają sobie nawzajem. Ich marzeniem jest dostać się do FBI, w drugiej serii udało im się spełnić swoje marzenie, lecz powrócili do pracy zwykłych policjantów.
- Boogaloo – informator Ace’a i Dicka. Często daje im ważne informacje. W każdym odcinku czymś się zajmuje, na przykład występuje w reklamach telewizyjnych.
- Abdullah Shadow – barman Boogie Palace.
- Jerry Pubertelli – właściciel Boogie Palace.

### „Czarne charaktery”
- Luigi Carbonara – włoski gangster o niecnych zamiarach.
- Mario Chopstick (chudy) i Mario Goldilocks (gruby) – dwaj wspólnicy Luigiego Carbonary. Czasami celowo unikają Ace’a i Dicka, gdyż ci zawsze chętnie ich ścigają bez powodu.
- Wang Bang – szef Triady w Chinatown.
- Król Charles – bogaty mafioso w San Francisco. Zawsze ma na sobie fioletowe ubranie i duży kapelusz.
- Roberta – przywódczyni „Decybel Składu” znanego też jako „Gang Amazonek”.
- Antonio – nieuczciwy włoski muzyk chętnie używający środków wybuchowych.

### Inni
- Ping Lee – reporterka z kanału „6”.
- Belinda Sexton – prokurator. Nie lubi Ace’a i Dicka. Nocą tańczy w Boogie Palace, lecz nikt o tym nie wie, gdyż jest w przebraniu.
- Luba – dziesięcioletnia siostrzenica Dobbsa.
- Rupert – wierny pies Dicka.

## Samochody
- Dick – czerwony Pontiac Firebird Trans Am SD-455 z 1973 roku z ognistym ptakiem Firebirdem na masce i ognistą grafiką na karoserii. Na tablicy rejestracyjnej ma słowo DISCO, w górnej części rejestracji SAN FRANCISCO, w lewym górnym rogu 19, w prawym 73, a na środku rejestracji znajdują się podobizny Ace’a i Dicka. Pontiac jest wyposażony w dopalacz rakietowy, ale nawet bez niego jest bardzo szybki.
- Ace – jeździ Firebirdem razem z Dickiem, w nietypowych sytuacjach to on prowadzi samochód. Ma też vana z wielką lokówką do włosów.
- Fly – brązowy pick-up Chevrolet El Camino z beżowym paskiem na karoserii. Zwykle jeździ Firebirdem razem z Ace’em i Dickiem.
- Parker i Walker – zardzewiały, brązowy Pontiac GTO z 1964 roku.
- Boogaloo – jeździ takim samym samochodem jak Fly.
- Luigi Carbonara, Mario Chopstick i Mario Goldilocks – żółty Fiat 500.
- Król Charles – razem ze swoimi ludźmi jeździ różową limuzyną z naklejką na karoserii.

## Spis odcinków
| Premiera odcinka | Nr | Polski tytuł                         | Angielski tytuł                         |
| ---------------- | -- | ------------------------------------ | --------------------------------------- |
|                  |    |                                      |                                         |
| SERIA PIERWSZA   |    |                                      |                                         |
|                  |    |                                      |                                         |
| 05.04.2007       | 01 | Wszystkie auta w San Francisco       | All the cars in San Francisco           |
|                  |    |                                      |                                         |
| 10.04.2007       | 02 | Jill Roy                             | Jill Roy was Here                       |
|                  |    |                                      |                                         |
| 11.04.2007       | 03 | Zadanie specjalne                    | A fool’s errand                         |
|                  |    |                                      |                                         |
| 12.04.2007       | 04 | Uwaga! W tym odcinku występuje goryl | Help! There’s a Gorilla in this episode |
|                  |    |                                      |                                         |
| 14.04.2007       | 05 | Niech żyje King                      | Long live the King                      |
|                  |    |                                      |                                         |
| 15.04.2007       | 06 | Złoty Piosenkarz                     | Goldsinger                              |
|                  |    |                                      |                                         |
| 16.04.2007       | 07 | Budowa                               | Under construction                      |
|                  |    |                                      |                                         |
| 17.04.2007       | 08 | Dyskotekowi bankierzy                | Funky bankers                           |
|                  |    |                                      |                                         |
| 18.04.2007       | 09 | Koniec disco                         | End of disco                            |
|                  |    |                                      |                                         |
| 19.04.2007       | 10 | Król ringu                           | Dynamite Dick                           |
|                  |    |                                      |                                         |
| 21.04.2007       | 11 | Powrót do przeszłości                | Blast from the past                     |
|                  |    |                                      |                                         |
| 22.04.2007       | 12 | Discomatic                           | Discomatic                              |
|                  |    |                                      |                                         |
| 23.04.2007       | 13 | Wzgardzona miłość                    | Woman scorned                           |
|                  |    |                                      |                                         |
| 24.04.2007       | 14 | Rejsem po przestępców                | Cruising for criminals                  |
|                  |    |                                      |                                         |
| 25.04.2007       | 15 | Decybel skład                        | Amazones decibels                       |
|                  |    |                                      |                                         |
| 26.04.2007       | 16 | Podwójne życie                       | Double life                             |
|                  |    |                                      |                                         |
| 28.04.2007       | 17 | Świąteczny syndrom                   | Christmas blues                         |
|                  |    |                                      |                                         |
| 29.04.2007       | 18 | Jasnowidzenie                        | Read my mind                            |
|                  |    |                                      |                                         |
| 30.04.2007       | 19 | Ucieczka z Alcatraz                  | Jailbreak                               |
|                  |    |                                      |                                         |
| 01.05.2007       | 20 | Szalony reżyser                      | Method madness                          |
|                  |    |                                      |                                         |
| 02.05.2007       | 21 | Francuski rozłącznik                 | The french disconnection                |
|                  |    |                                      |                                         |
| 05.05.2007       | 22 | Czu czu kochanie                     | Choo choo Baby Love                     |
|                  |    |                                      |                                         |
| 06.05.2007       | 23 | M jak Melodia                        | M for Melody                            |
|                  |    |                                      |                                         |
| 07.05.2007       | 24 | Powrót do szkoły                     | Back to school                          |
|                  |    |                                      |                                         |
| 08.05.2007       | 25 | Aniołki Farleya                      | Farley Rangers                          |
| 09.05.2007       | 26 | Aniołki Farleya                      | Farley Rangers                          |
|                  |    |                                      |                                         |
| SERIA DRUGA      |    |                                      |                                         |
|                  |    |                                      |                                         |
| 10.05.2007       | 27 | Ognista rywalizacja                  | Burn, baby burn                         |
|                  |    |                                      |                                         |
| 12.05.2007       | 28 | Ali Baba i 40 rozbójniczek           | Ali Baba & 40 showgirls                 |
|                  |    |                                      |                                         |
| 13.05.2007       | 29 | DJ Freeze                            | Freezco                                 |
|                  |    |                                      |                                         |
| 14.05.2007       | 30 | Walka o sajgonki                     | No spring for the rolls                 |
|                  |    |                                      |                                         |
| 15.05.2007       | 31 | 22 minuty                            | 22                                      |
|                  |    |                                      |                                         |
| 16.05.2007       | 32 | Wudu                                 | Hoo do?... Voodoo!                      |
|                  |    |                                      |                                         |
| 17.05.2007       | 33 | Zwierzenia gliniarzy                 | Cop Story                               |
|                  |    |                                      |                                         |
| 19.05.2007       | 34 | Prawda leży z tyłu                   | Mr Light End                            |
|                  |    |                                      |                                         |
| 20.05.2007       | 35 | Bajerant                             | The Bamboozier who loved my             |
|                  |    |                                      |                                         |
| 21.05.2007       | 36 | Diamenty                             | Diamonds are for...                     |
|                  |    |                                      |                                         |
| 22.05.2007       | 37 | Płetwy z Zatoki Grzmotów             | Fins at Thunder Bay                     |
|                  |    |                                      |                                         |
| 23.05.2007       | 38 | Człowiek Foka                        | The Mark of the Seal                    |
|                  |    |                                      |                                         |
| 24.05.2007       | 39 | Miki Bingo                           | Mickey Jackspot                         |
|                  |    |                                      |                                         |

## Soundtrack
- 1. Rose Royce – Car Wash
- 2. DJ Abdel feat. James D Train & Jérôme Prister – Let’s Boogie
- 3. DJ Abdel feat. Jérôme Prister – Make Your Body Move
- 4. Kurtis Blow – The Breaks
- 5. Bustafunk – Chocolate Bricks
- 6. DJ Abdel feat. Stephy Haik – Shake Your Booty
- 7. Gap Band – Party Train
- 8. Bustafunk feat. Gene Van Buren – Funky Cops
- 9. Peaches & Herb – Shake Your Groove Thing
- 10. Bustafunk feat. Lou Valentino – Cops Are Comin’
- 11. DJ Abdel feat. Oliver Cheatham & Ken Norris – Just Another Lonely Night
- 12. Barry White – Let The Music Play
- 13. Kool & The Gang – Spirit Of The Boogie
- 14. The Weegees – Dreaming With The Stars
- 15. DJ Abdel feat. Ken Norris – Make Love Tonight
- 16. DJ Abdel – Funky Style (Instrumental)

Piosenki nieznajdujące się w soundtracku:
- Jérôme Prister – Starlight 6
- Cunnie Williams – Love Theme
- Mandel Turner – Theme Amazone
- Donna Summer – Bad Girls
- Wackside feat. Sister Sledge – Lost In Music (tylko w niemieckiej wersji)

## Teledyski
Oficjalne klipy muzyczne z serialu:
- DJ Abdel feat. James D Train & Jérôme Prister – Let’s Boogie
- Bustafunk feat. Gene Van Buren – Funky Cops
- Wackside feat. Sister Sledge – Lost In Music

## Disco Cops
Disco Cops to 2-minutowy odcinek pilotażowy serialu. Przypomina on teledysk i przedstawia sceny pościgu, głównych bohaterów i Boogie Palace. Odcinek wygląda nieco inaczej niż sam serial. Poza różniącą się animacją sprawia wrażenie bardziej dorosłego. Ace i Dick wyglądają też mniej przyjaźnie i strzelają z broni czego unikali w serialu. Z kolei na tablicy rejestracyjnej Firebirda zamiast słowa „DISCO” widnieje napis „KICK YOUR ASS”.